# Абагинский наслег (Олёкминский район)
Абагинский наслег — сельское поселение в Олёкминском районе Якутии Российской Федерации.
Административный центр — село Абага.

## История
Статус и границы сельского поселения установлены Законом Республики Саха (Якутия) от 30 ноября 2004 года N 173-З N 353-III «Об установлении границ и о наделении статусом городского и сельского поселений муниципальных образований Республики Саха (Якутия)».

## Население
| 2002  | 2010  | 2011  | 2012  | 2013  | 2014  | 2015  |
| ----- | ----- | ----- | ----- | ----- | ----- | ----- |
| 1158  | ↗1190 | ↘1189 | ↗1190 | ↘1172 | ↘1139 | ↘1132 |
| 2016  | 2017  | 2018  | 2019  | 2020  | 2021  |       |
| ↘1111 | ↘1079 | ↘1036 | ↘1027 | ↘1013 | ↗1014 |       |

## Состав сельского поселения
| № | Населённый пункт  | Тип населённого пункта       | Население |
| - | ----------------- | ---------------------------- | --------- |
| 1 | Абага             | село, административный центр | ↘553      |
| 2 | Абага Центральная | посёлок                      | ↘307      |